# Bannalec
Bannalec (Bretons: Banaleg) is een gemeente in het Franse departement Finistère, in de regio Bretagne. De plaats maakt deel uit van het arrondissement Quimper. Bannalec telde op 1 januari 2022 5.707 inwoners.

## Geografie
De oppervlakte van Bannalec bedroeg op 1 januari 2022 77,51 vierkante kilometer; de bevolkingsdichtheid was toen 73,6 inwoners per km².

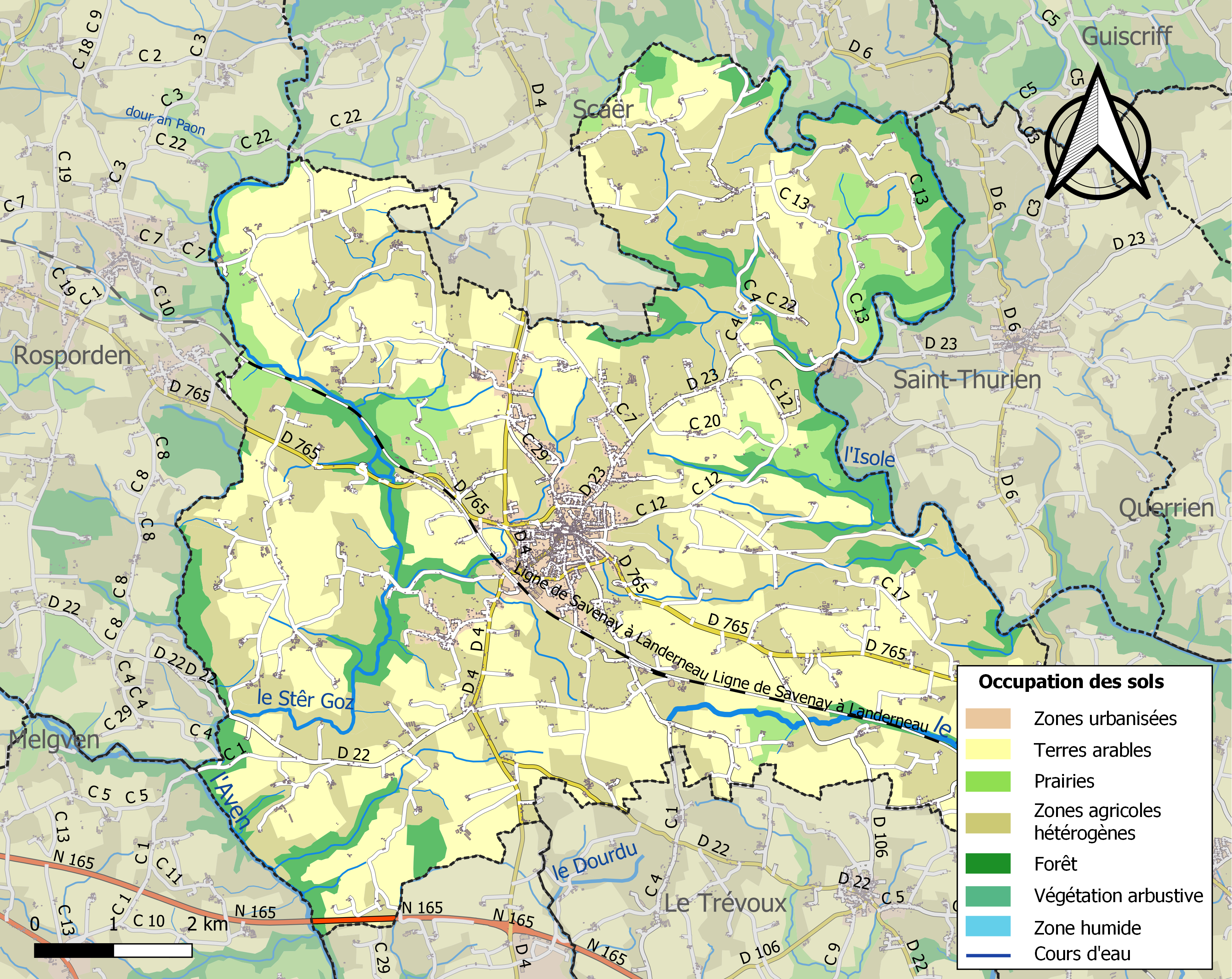
Kaart van de gemeente met belangrijkste infrastructuur, bodemgebruik en omliggende gemeenten

## Verkeer en vervoer
- Spoorweghalte Bannalec

## Demografie
Onderstaande figuur toont het verloop van het inwonertal (bron: INSEE-tellingen).
1. 1 2  Populations de référence 2022.